# ريبيكا جوليان
ريبيكا جوليان (بالإنجليزية: Rebecca McDonnell)‏ هي لاعبة تنس الطاولة أسترالية، ولدت في 2 ديسمبر 1986.

## روابط خارجية
- ريبيكا جوليان على موقع Paralympic.org (الإنجليزية)
- ريبيكا جوليان على موقع اللجنة البارالمبية الأسترالية (الإنجليزية)